# جاز جروب
جاز جروب (بالروسية: Группа ГАЗ) هي شركة روسية للسيارات العملاقة ومقرها في نيجني نوفغورود . تضم 18 منشأة تصنيع في ثماني مناطق في روسيا ، فضلاً عن منظمات المبيعات والخدمات.
هي الشركة الرائدة في مجال المركبات التجارية في روسيا. تنتج مركبات تجارية خفيفة ومتوسطة ( مصنع غوركي للسيارات ) ، شاحنات ثقيلة ( مصنع أورال للمركبات )، حافلات مصنع باص بافلو، كافاز، لياز، سيارات، توليد القوة ( مصنع ياروسلافل للسيارات و يو أم زد) ومكونات السيارات. حصص السوق للشركة: حوالي 50 ٪ في قطاع المركبات التجارية الخفيفة ، و 58 ٪ في قطاع الشاحنات المتوسطة، و 42 ٪ في قطاع الشاحنات الثقيلة ذات الدفع الرباعي وحوالي 65 ٪ في قطاع الحافلات.

## روابط خارجية
- موقع المنتج الدولي GAZ
- موقع الشركة GAZ Group